# Брусен (Софийская область)
Брусен (болг. Брусен) — село в Болгарии. Находится в Софийской области, входит в общину Етрополе. Население составляет 164 человека (2022).

## Политическая ситуация
В местном кметстве Брусен, в состав которого входит Брусен, должность кмета (старосты) исполняет Гинка Атанасова Цолова (Болгарская социалистическая партия (БСП)) по результатам выборов.
Кмет (мэр) общины Етрополе — Богомил Борисов Георгиев (Граждане за европейское развитие Болгарии (ГЕРБ)) по результатам выборов.